# Kalderash
I Calderari o Kalderash sono un sottogruppo del popolo rom. Tradizionalmente fabbri e lavoratori del metallo, parlano un certo numero di dialetti romanì raggruppati sotto il termine Kalderash Romanì, un sottogruppo del Vlax Romanì.

## Etimologia
Il termine Kalderash (Kalderash in lingua romanì, căldărari in romeno, kalderás in Ungherese, калдараш (kaldarash) in bulgaro, kalderaš in serbo-croato, котляри (Kotljary) in ucraino, e кэлдэрары (kėldėrary) in russo scende in ultima analisi, dal latino Caldaria (correlate a Caldare rumeno "calderone, secchio, secchio", Greco moderno καρδάρι (kardári) e calderone inglese), in effetti descrivendo il loro commercio come calderai; vedere anche il relativo alla parola rumena căldăraș. Molti rom e non rom che vivono in tutta Europa hanno il cognome "Caldaras", che collega i loro antenati a questo sottogruppo di romanì. Un festival zingaro annuale a San Sebastián, nei Paesi Baschi, in Spagna, include una processione dei Caldereros il 2 febbraio di ogni anno.

### Distribuzione
Circa 200.000 căldărari vivono in Romania. Si diffusero in tutta l'Ucraina migrando dalla Bessarabia a nord e ad est.

### Occupazione
A causa dell'industrializzazione, la metallurgia non era più redditizia, quindi i Kalderash diversificarono le loro fonti di reddito, sebbene spesso rimanessero a lavorare nella metallurgia.

### Costumi
L'abito tradizionale Kalderash è uno dei più noti abiti tradizionali romanì e vienne indossato ancora oggi. Di solito ci si sposa in giovane età (15-20 anni, tra i 12 e i 18 negli ultimi 20 anni in Russia) e si hanno usanze molto rigide in materia di igiene.

## Kalderash noti
- Luminiţa Cioabă, scrittrice
- Emil Demeter, scrittore
- Nadezhda Demeter, attivista, etnografo
- Olga Demeter-Charskaya, attrice, cantante, poeta, scrittrice
- Demetra Roman, poetessa
- Vladislav Demeter, giornalista, attivista, maestro di cappella
- Ronald Lee, scrittore canadese
- Josiah Kalderash, leader religioso
- Matéo Maximoff, scrittore francese
- Anton Pann, scrittore rumeno, musicista (della regione della Valacchia)
- Oleg Petrovich, scrittore
- Dafina Savic, regista di Romanipe
- Katarina Taikon, scrittrice svedese
- Rosa Taikon (sorella di Katarina), orafa svedese